# Rivières du Sud
La colonia de Rivières du Sud (en español, Ríos del Sur) es una antigua entidad territorial francesa en África Occidental establecida en 1882, que corresponde aproximadamente a las secciones costeras de la moderna Guinea. Originalmente dependiente de la colonia de Senegal, se transformó en una colonia autónoma en 1891, y luego tomó el nombre de Guinea francesa.

## Geografía
Dependiente de la colonia de Senegal, los establecimientos franceses de los Ríos del Sur cubrían en 1859 la zona de expansión colonial que se extiende desde Sine Saloum hasta la Sierra Leona británica. La acción del comandante particular asentado en Gorea se extendía sobre Petite Côte, Saloum, Casamanza, Rio Nunez, Rio Pongo y Mellacorée. Las posesiones francesas de Rivières du Sud propiamente dichas estaban ubicadas entre la colonia portuguesa de Rio Grande al norte, el Imamato de Futa Yallon al oeste y la colonia inglesa de Scarcies al sur. Estos territorios eran regados por los ríos: Cassini, Coupony, Nunez, Kappatchez, Condéyéri, Coundindi, Rio Pungo, Bramaya, Rio Dubréca, Tanéney, Manéah, Morebayah, Béréiré, Forécariah, Tanah y Mellacorée.

## Historia
En el siglo XV los navegantes portugueses fueron los primeros en establecer puertos en las costas de la desembocadura del río Senegal en Cabo Ledo, llamaron a esta zona Guine de Cabo Verde luego Grande Guiné.
A partir del siglo XVII el área de influencia de las compañías portuguesas y españolas se redujeron, las compañías con fueros ingleses, neerlandeses y franceses entraron en competencia por el control de la trata de esclavos. Los ingleses tomaron el sitio de Freetown en 1787. Los puestos comerciales franceses, ingleses y estadounidenses se establecieron a orillas del río Núñez.
Después de firmar un tratado con el rey de los landumanos en 1839 en enero de 1866, Francia ocupó militarmente Boké (Río Núñez). El 15 de febrero de 1876 , el rey de Río Pongo, John Katty, reconoce el Protectorado francés. La colonización francesa se basa en los tres puestos de Boké (Río Núñez), Benti (Mellacorée) y Boffa (Río Pongo).
La creación de la colonia francesa se produce como antesala de la conferencia de Berlín de 1884 y en un contexto de pausa en la expansión imperial francesa. Por decreto del 10 de octubre de 1882 , Rivières du Sud se estableció como una colonia, administrada por un teniente gobernador bajo la autoridad del gobernador de Senegal. Jean-Marie Bayol fue el primer teniente gobernador, asegurando su dirección con amplios poderes que van más allá del marco de los ríos del sur. En 1886, los establecimientos franceses de la Côte de l'Or y del golfo de Benín se adhirieron a él. Se convirtió en la colonia de Rivières du Sud y dependencias y obtuvo su autonomía de la administración central de Senegal en 1889, luego fue dirigida por el teniente-gobernador destacado en Conakri.
En marzo de 1893 la colonia de Rivières du Sud se convirtió en la colonia independiente de Guinea francesa y dependencias con un gobernador con sede en Conakri. Adjunto a él hay un residente de la Costa de Oro francesa y un vicegobernador de los establecimientos franceses en Benín.